# 田園の奏楽

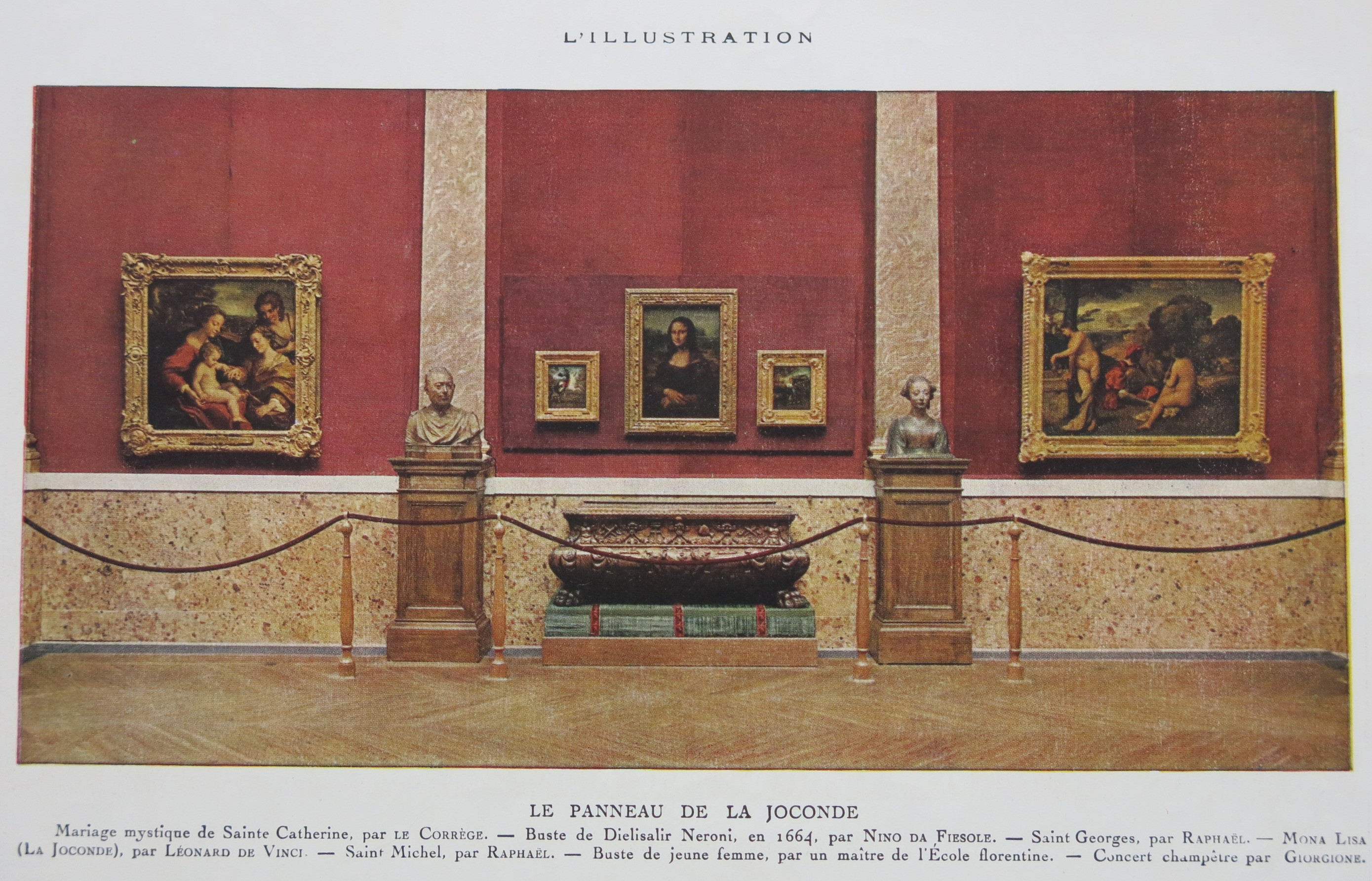
1929年のルーヴル美術館の展示風景。中央にレオナルド・ダ・ヴィンチの『モナ・リザ』、左にコレッジョの『聖カタリナの神秘の結婚と聖セバスティアヌス』、右にティツィアーノの『田園の奏楽』。

『田園の奏楽』（でんえんのそうがく（伊: Concerto campestre、仏: Le Concert champêtre））は、ルネサンス盛期のイタリア人画家ティツィアーノあるいはその師ジョルジョーネが、1509年ごろに描いた絵画。パリのルーヴル美術館が所蔵しており、現代の学説ではティツィアーノの作品とされることが多い。日本では『田園の合奏』と呼ばれることがあるほか、ルーヴル美術館の日本語サイトでは『詩的な世界』という題名がつけられている。
印象派の巨匠エドゥアール・マネはルーヴル美術館でこの作品を目にし、1863年に『田園の奏楽』に着想を得た『草上の昼食』を描いた。

## 来歴
『田園の奏楽』は長くジョルジョーネの作品とされてきたが、現代の研究者たちの間では、特有の人物表現技法がみられるとして、ティツィアーノの比較的初期の作品である可能性が高いとする説が主流となっている。しかしながら、描かれている音楽や田園風景に関するモチーフ、非現実的であるはずの存在が同一の画面に描写されているといった特徴がジョルジョーネの作風であることから、ジョルジョーネが『田園の奏楽』の制作を開始し、ジョルジョーネが死去した1510年以降に弟子のティツィアーノが完成させた作品ではないかとする説もある。その他、パルマ・イル・ヴェッキオやセバスティアーノ・デル・ピオンボの作品と言われることもある。
『田園の奏楽』はイタリアの名家ゴンザーガ家が所有していた絵画で、おそらくはマントヴァ侯フランチェスコ2世・ゴンザーガに嫁したイザベラ・デステの遺産だったと考えられている。後にイングランド王チャールズ1世が購入したが、清教徒革命で1649年にチャールズ1世が処刑されたことによりイングランドの王室コレクションが散逸し、『田園の奏楽』もオークションに出品されて、ドイツ人銀行家で美術品収集家のエバーハルト・ヤーバッハに売却された。その後、1671年にフランス王ルイ14世がヤーバッハから『田園の奏楽』を購入し、フランス王室コレクションに加えられることとなった。

## 解釈
『田園の奏楽』には草原に座って楽器を奏であう3人の若い男女と、少し離れた場所に立って水差しから水を注いでいる女性が描かれている。どちらの女性も足までずれ落ちた薄布以外は何も身に着けていないのに対して、2人の男性はそれぞれ貴族的な衣装と、質素な衣装を着用している。広大な背景の木立には、羊の群れを見張る羊飼いが描かれている。
『田園の奏楽』の主題は、詩歌の寓意だと考えられている。2人の女性は、男性たちの幻想と霊感から具現化した理想美の化身である。おそらく、ガラスの水差しを手にした女性は悲劇的な詩歌の女神であり、フルートを手にした女性はのどかな田園を詠った詩歌の女神である。リュートを奏でる貴族的な衣装の男性は高貴な抒情詩を象徴し、もう一人の質素な衣装の男性は、アリストテレスの『詩学』で論じられている特質に従うと、世俗の抒情詩の象徴と考えられる。また、別の解釈として『田園の奏楽』の4人の人物は、世界の四大元素である、水、火、土、風の象徴であり、世界の調和とそれぞれの関係性を描写しているという説もある。